# شاه‌کشی
اقدام به شاه‌کشی به معنای کشتن هدفمند یک پادشاه یا یک حاکم بر یک موجودیت سیاسی است و غالباً با غصب قدرت همراه است.
در سنت بریتانیایی، این عمل به اعدام قضایی یک پادشاه پس از محاکمه اشاره دارد، که منعکس کننده سابقه تاریخی دادرسی و اعدام چارلز اول انگلستان است. مفهوم شاه کشی همچنین در رسانه‌ها و هنر از طریق آثاری مانند مکبث (قتل پادشاه دانکن) توسط مکبث و شیر شاه مورد بررسی قرار گرفته‌است.

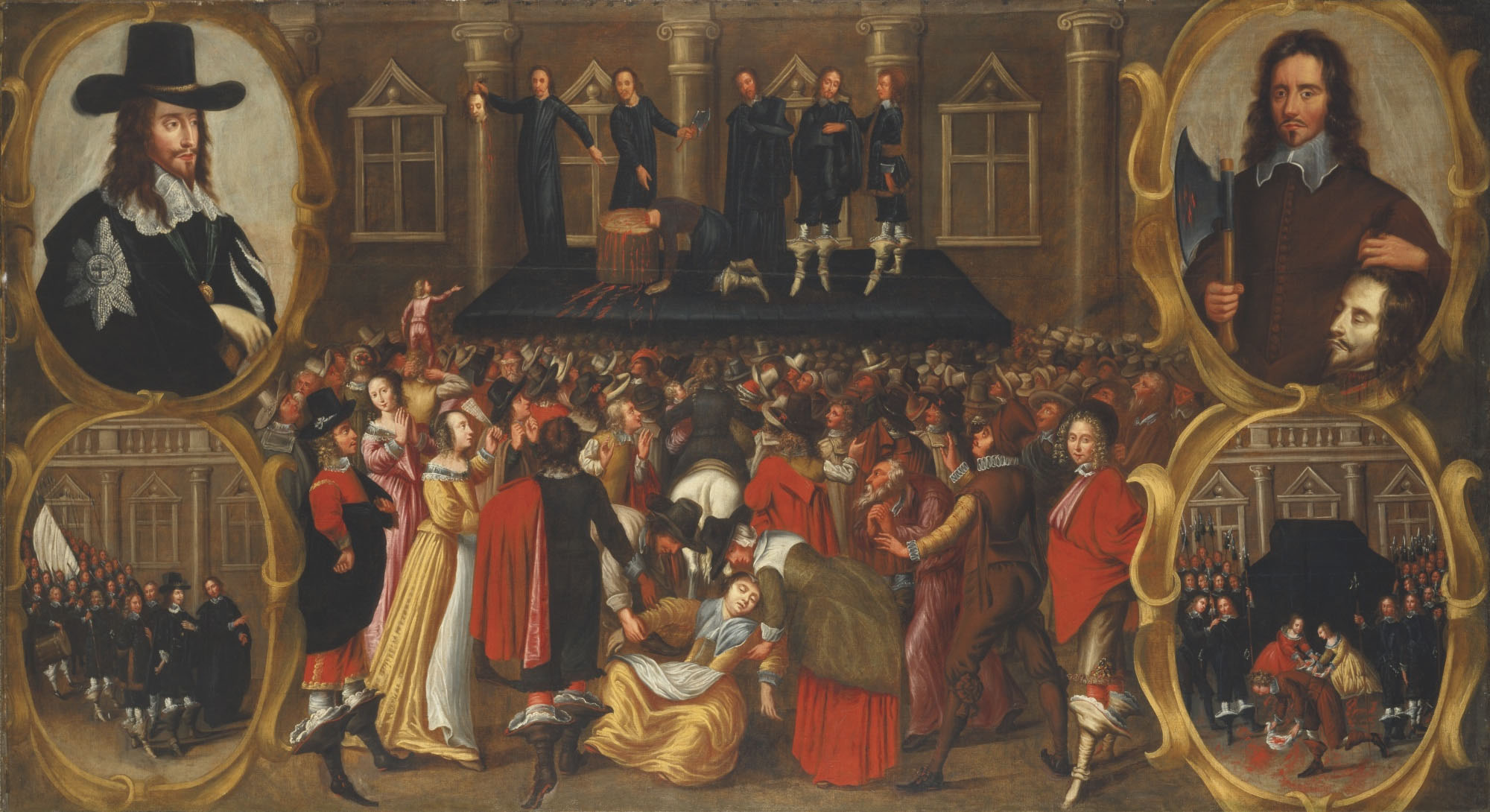
این تصویر معاصر سر بریدن چارلز اول را به تصویر می‌کشد.

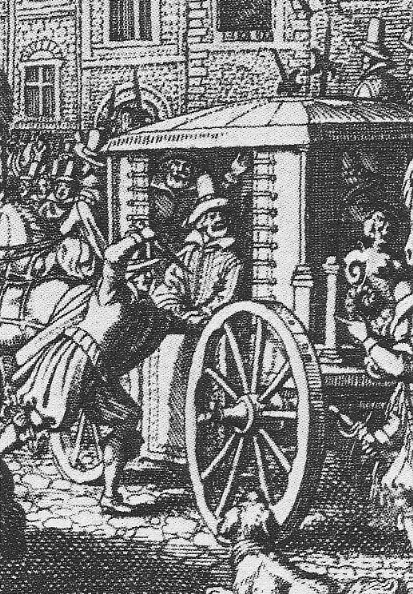
راویلاک در حال قتل هنری چهارم، خیابان دو لا فرونری در پاریس، ۱۶۱۰